# ديفيد لويس (عالم اجتماعي)
ديفيد لويس (بالإنجليزية: David Lewis) هو عالم اجتماعي بريطاني، ولد في 6 فبراير 1960.